# (35198) 1994 PM1
1994 بي أم 1 (ويعرف أيضًا باسم (35198) 1994 بي أم 1 وفق تسمية الكوكب الصغير) (بالإنجليزية: 1994 PM1)‏ هو كويكب ضمن حزام الكويكبات؛ وترتيبه 35198 من حيث الاكتشاف.
اكتُشف هذا الجُرم الفلكي بواسطة روبرت إتش ماكنوت في 9 أغسطس 1994.

## وصلات خارجية
- (35198) 1994 PM1 في قاعدة بيانات مختبر الدفع النفاث لأجرام النظام الشمسي الصغيرة

- الاكتشاف · مخطط المدار ·  العناصر المدارية · المعلمات المادية

- (35198) 1994 PM1 على موقع ويكي سكاي: DSS2, SDSS, GALEX, IRAS, Hydrogen α, X-Ray, Astrophoto, Sky Map, Articles and images